# دومینیک وست
دومینیک جرارد دی وست (انگلیسی: Dominic Gerard Fe West؛ زاده ۱۵ اکتبر ۱۹۶۹) یک هنرپیشه اهل بریتانیا است. وی از سال ۱۹۹۱ میلادی تاکنون مشغول فعالیت بوده‌است.

## گزیدهٔ نقش‌آفرینی‌ها
از فیلم‌ها یا برنامه‌های تلویزیونی که وی در آن نقش داشته‌است، می‌توان به ۳۰۰، جنگ ستارگان اپیزود اول: تهدید شبح، شیکاگو، جان کارتر، مجازاتگر: منطقه جنگ، ریچارد سوم، طلوع هانیبال، نابغه، ستاره راک، توم ریدر، جانی اینگلیش دوباره متولد می‌شود
زبان
دریافت پی‌دی‌اف
پیگیری
] و فراموش شده، نجات پیکاسو، جک‌بوتس در وایتهال، ساعت، معشوقه شیطان و بینوایان اشاره کرد.